# Niall Killoran
Niall Killoran (キローラン 菜入 Killoran Niall?, nacido el 7 de abril de 1992 en Tokio) es un futbolista japonés que se desempeña como guardameta.

## Trayectoria

### Clubes
| Club                | País  | Año         |
| ------------------- | ----- | ----------- |
| Tokyo Verdy         | Japón | 2011 - 2014 |
| Giravanz Kitakyushu | Japón | 2012        |
| Matsumoto Yamaga FC | Japón | 2015 - 2016 |
| Kagoshima United FC | Japón | 2017        |
| FC TIAMO Hirakata   | Japón | 2018 -      |

## Estadística de carrera

### J. League
| Club                | Año   | J. League | J. League | Copa J. League | Copa J. League | Total | Total |
| Club                | Año   | Part.     | Goles     | Part.          | Goles          | Part. | Goles |
| ------------------- | ----- | --------- | --------- | -------------- | -------------- | ----- | ----- |
| Tokyo Verdy         | 2011  | 0         | 0         | -              | -              | 0     | 0     |
| Giravanz Kitakyushu | 2012  | 0         | 0         | -              | -              | 0     | 0     |
| Tokyo Verdy         | 2013  | 0         | 0         | -              | -              | 0     | 0     |
| Tokyo Verdy         | 2014  | 6         | 0         | -              | -              | 6     | 0     |
| Matsumoto Yamaga FC | 2015  | 0         | 0         | -              | -              | 0     | 0     |
| Matsumoto Yamaga FC | 2016  | 0         | 0         | -              | -              | 0     | 0     |
| Kagoshima United FC | 2017  | 15        | 0         | -              | -              | 15    | 0     |
| Total               | Total | 21        | 0         | 0              | 0              | 21    | 0     |